# Kiss Me Thru the Phone
Kiss Me Thru the Phone är en låt av rapparen Soulja Boy Tell 'Em gästat av sångaren Sammie, släppts som singel 26 november 2008. Låten finns på rapparens andra studioalbum iSouljaBoyTellEm. 
En remix finns av låten. På den medverkar rapparen Pitbull.

## Låtlista
CD-singel
1. "Kiss Me Thru the Phone" (main version) - 3:11
2. "Kiss Me Thru the Phone" (instrumental) - 3:11

Download
1. "Kiss Me Thru the Phone"

## Listpositioner
| Lista(2008/2009)                     | List- position |
| ------------------------------------ | -------------- |
| New Zealand Singles Chart            | 2              |
| U.S. Billboard Hot 100               | 3              |
| U.S. Billboard Hot R&B/Hip-Hop Songs | 4              |
| U.S. Billboard Hot Rap Songs         | 1              |
| U.S. Billboard Mainstream Top 40     | 5              |